# 圣马丁多克西尼
圣马丹多克西尼（法語：Saint-Martin-d'Auxigny，法語發音：[sɛ̃ maʁtɛ̃ doksiɲi]）是法国谢尔省的一个市镇，位于该省北部，属于布尔日区。

## 地理
圣马丁多克西尼（47°12'14"N, 2°25'0"E）面积24.08 平方千米，位于法国中央-卢瓦尔河谷大区谢尔省，该省份为法国中部省份，北起卢瓦雷省，西接卢瓦-谢尔省和安德尔省，南至克勒兹省，东南接阿列省，东临涅夫勒省。
与圣马丁多克西尼接壤的市镇（或旧市镇、城区）包括：阿洛尼、梅里埃斯布瓦、康蒂伊、圣埃卢瓦德日、穆隆河畔圣乔治、圣帕莱、瓦斯莱。

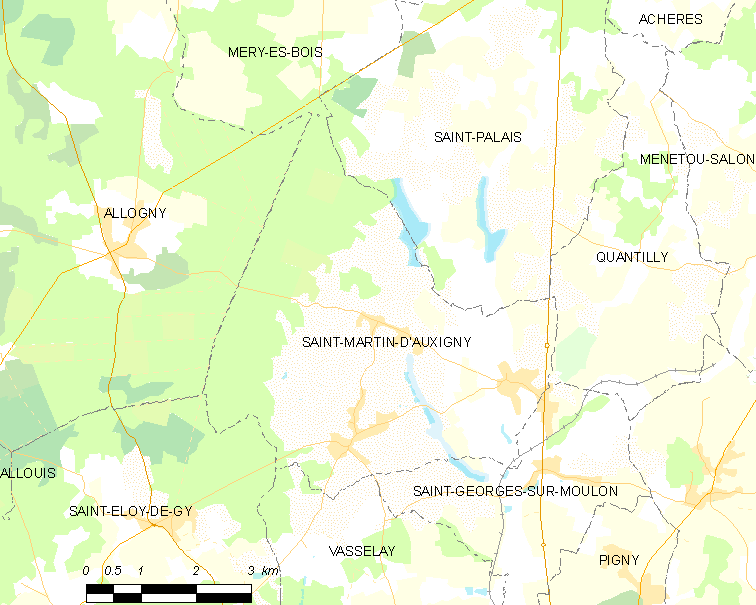
圣马丁多克西尼的OSM定位图

圣马丁多克西尼的时区为UTC+01:00、UTC+02:00（夏令时）。

## 行政
圣马丁多克西尼的邮政编码为18110，INSEE市镇编码为18223。

## 政治
圣马丁多克西尼所属的省级选区为圣马丹多克西尼县。

## 人口

1962-2008年间圣马丁多克西尼人口变化图示

圣马丁多克西尼于2022年1月1日时的人口数量为2525人。